# Trichoplites cuprearia
Trichoplites cuprearia är en fjärilsart som beskrevs av Moore 1867. Trichoplites cuprearia ingår i släktet Trichoplites och familjen mätare. Inga underarter finns listade i Catalogue of Life.